# Mesene subfusca
Mesene subfusca är en fjärilsart som beskrevs av Percy I. Lathy 1932. Mesene subfusca ingår i släktet Mesene och familjen Riodinidae. Inga underarter finns listade i Catalogue of Life.